# (488439) 2016 XF24
(488439) 2016 XF24 es un asteroide perteneciente al cinturón de asteroides, descubierto el 7 de diciembre de 2004 por el equipo del Lincoln Near-Earth Asteroid Research desde el Laboratorio Lincoln, Socorro, Nuevo México, Estados Unidos.

## Designación y nombre
Designado provisionalmente como 2016 XF24.

## Características orbitales
2016 XF24 está situado a una distancia media del Sol de 2,520 ua, pudiendo alejarse hasta 3,027 ua y acercarse hasta 2,013 ua. Su excentricidad es 0,201 y la inclinación orbital 14,07 grados. Emplea 1461,73 días en completar una órbita alrededor del Sol.

## Características físicas
La magnitud absoluta de 2016 XF24 es 16,6.